# Music (альбом Мадонны)
| Совокупная оценка    | Совокупная оценка |
| Источник             | Оценка            |
| -------------------- | ----------------- |
| Metacritic           | 80/100            |
| Оценки критиков      |                   |
| Источник             | Оценка            |
| AllMusic             | [ 2 ]             |
| Blender              | [ 3 ]             |
| Entertainment Weekly | B                 |
| The Guardian         | [ 5 ]             |
| NME                  | 8/10              |
| Pitchfork            | 8.0/10            |
| Q                    | [ 8 ]             |
| Rolling Stone        | [ 9 ]             |
| Spin                 | 7/10              |
| The Village Voice    | A                 |

Music (с англ. — «Музыка») — восьмой студийный альбом американской певицы Мадонны, выпущенный 18 сентября 2000 года.

## Об альбоме
Международный успех альбома 1998 года Ray of Light Мадонна сумела превзойти с выпущенным в 2000 году альбомом Music. Как и предыдущий альбом, Music представляет собой электронную запись, на которой содержится значительное число выдержанных в быстром темпе композиций с явно европейским танцевальным звучанием, которое было достигнуто благодаря сотрудничеству певицы с французским электронным музыкантом Мирвэ. Мадонна также продолжила работу с главным продюсером Ray of Light Уильямом Орбитом, который выступил сопродюсером при записи четырёх (включая «American Pie») композиций. Символично, что движение в сторону европейских музыкальных вкусов проявилось и в том, что впервые за всю карьеру певицы запись не была полностью осуществлена в США — основная масса материала была записана на студии Sarm West and East Studios в Лондоне. При этом оформление альбома выдержано в явно американском стиле — Мадонна предстает в образе ковбоя с гитарой, видеоработы на песни из альбома были также выполнены в типичной американской стилистике.
С Music вышло три сингла: заглавная «Music», «Don’t Tell Me» и «What It Feels Like for a Girl». Клип Гая Ричи на последний сингл запретили к показу на каналах MTV и VH1 из-за сцен жестокости.
В музыкальном плане альбом Music значительно отличается от предыдущих работ Мадонны. Так, в альбоме присутствуют тяжелый электронный бит («Impressive Instant»), акустические гитары («Don’t Tell Me», «I Deserve It», «Gone»), а также используется вокодер, который будет присутствовать и в последующих альбомах певицы. Что интересно, на Music присутствуют не только англоязычные песни: один куплет в песне «Paradise (Not For Me)» исполнен на французском, песня «Cyber-Raga» исполнена на санскрите, а на бонус-диске к альбому представлена испаноязычная версия композиции «What It Feels Like for a Girl» — «Lo Que Siente La Mujer».
В различных странах Music выпускался с различным количеством композиций. Так, песня «American Pie» отсутствует в североамериканской версии альбома, поскольку изначально Мадонна планировала включить песню лишь только в саундтрек к кинофильму Лучший друг. Тем не менее композиция попала в альбом, но не была включена во второй сборник величайших хитов певицы — GHV2 в 2002. На японском и австралийском выпусках как бонус-трек присутствует также композиция «Cyber-Raga», написанная и спродюсированная Мадонной и Талвином Сайном и представляющая собой оригинальную музыкальную адаптацию текста на санскрите из индийских «Вед» и «Махабхараты». Европейские и американские слушатели могли ознакомиться с песней на различных синглах, где она была представлена как B-side.
Альбом дебютировал на первом месте в США, где он впоследствии стал трижды платиновым. За огромным успехом заглавного трека (первый сингл певицы, достигший вершины чарта США, после успеха «Take a Bow» в 1995) последовал второй хит «Don’t Tell Me». Третий сингл с Music — «What It Feels Like for a Girl» — не стал столь же успешным в основном из-за запрета большинства отделений канала MTV на демонстрацию видео на песню по причине его жестокости. Российское MTV тем не менее не отказалось от трансляции клипа. Следующим ожидаемым синглом была композиция «Impressive Instant», которая, несмотря на отказ в её коммерческом выпуске, стала значительным клубным хитом.
Music является первым альбом Мадонны, в буклете к которому отсутствуют тексты записанных на нём песен. Вместо этого слушателю предлагается посетить официальный сайт певицы. Подобный ход был повторён и в последующих альбомах.
В 2001 году оформление альбома (Best Recording Package) было отмечено премией Грэмми. Music помещен на 452 место в списке 500 величайших альбомов всех времен по версии журнала Rolling Stone.

## Список композиций
| №   | Название                        | Автор(ы)                              | Продюсер(ы)                                | Длительность |
| --- | ------------------------------- | ------------------------------------- | ------------------------------------------ | ------------ |
| 1.  | «Music»                         | Madonna, Mirwais Ahmadzaï             | Madonna, Mirwais Ahmadzaï                  | 3:44         |
| 2.  | «Impressive Instant»            | Madonna, M. Ahmadzaï                  | Madonna, Mirwais Ahmadzaï                  | 3:37         |
| 3.  | «Runaway Lover»                 | Madonna, William Orbit                | Madonna, William Orbit                     | 4:46         |
| 4.  | «I Deserve It»                  | Madonna, M. Ahmadzaï                  | Madonna, Mirwais Ahmadzaï                  | 4:23         |
| 5.  | «Amazing»                       | Madonna, W. Orbit                     | Madonna, William Orbit                     | 3:43         |
| 6.  | «Nobody's Perfect»              | Madonna, M. Ahmadzaï                  | Madonna, Mirwais Ahmadzaï                  | 4:58         |
| 7.  | «Don't Tell Me»                 | Madonna, M. Ahmadzaï, Joe Henry       | Madonna, Mirwais Ahmadzaï                  | 4:40         |
| 8.  | «What It Feels Like for a Girl» | Madonna, Guy Sigsworth, David Torn    | Madonna, Guy Sigsworth, Mark «Spike» Stent | 4:43         |
| 9.  | «Paradise (Not for Me)»         | Madonna, M. Ahmadzaï                  | Madonna, Mirwais Ahmadzaï                  | 6:33         |
| 10. | «Gone»                          | Madonna, Damian Le Gassick, Nik Young | Madonna, William Orbit, Mark "Spike" Stent | 3:24         |

| №   | Название       | Автор(ы)   | Продюсер(ы)            | Длительность |
| --- | -------------- | ---------- | ---------------------- | ------------ |
| 11. | «American Pie» | Don McLean | Madonna, William Orbit | 4:33         |

| №   | Название     | Автор(ы)                                          | Продюсер(ы)           | Длительность |
| --- | ------------ | ------------------------------------------------- | --------------------- | ------------ |
| 12. | «Cyber-Raga» | Traditional text, adaption: Madonna, Talvin Singh | Madonna, Talvin Singh | 5:33         |

## Над альбомом работали

### Участники записи
- Мадонна — вокал, гитара
- Стив Сиделник (Steve Sidelnyk) — ударные
- Гай Сигсуорт (Guy Sigsworth) — гитара, клавишные
- Уильям Орбит (William Orbit) — клавишные, гитара, программирование, бэк-вокал
- Мирвэ Ахмадзай (Mirwais Ahmadzai) — клавишные, гитара, программирование

### Ответственные за выпуск
- Продюсеры: Мадонна, Мирвэ Ахмадзай (Mirwais Ahmadzai), Уильям Орбит (William Orbit), Гай Сигсуорт (Guy Sigsworth), Марк «Спайк» Стент (Mark «Spike» Stent)
- Инженеры: Джейк Дэвис (Jake Davies), Марк Эндерт (Mark Endert), Джеофф Фостер (Geoff Foster), Шон Шпюлер (Sean Spuehler)
- Инженеры-ассистенты: Тим Лэмберт (Tim Lambert), Крис Рибандо (Chris Ribando), Дэн Викерс (Dan Vickers)
- Инженеры по струнным: Джеофф Фостер (Geoff Foster)
- Сведение: Марк «Спайк» Стент (Mark «Spike» Stent)
- Мастеринг: Тим Йонг (Tim Young)
- Программирование: Гай Сигсуорт (Guy Sigsworth), Шон Шпюлер (Sean Spuehler)

### Оформление
- Художник: Кэвин Риган (Kevin Reagan)
- Оформление: Мэттью Линдауер (Matthew Lindauer), Кэвин Риган (Kevin Reagan)
- Фотограф: Жан-Батист Мондино

## Места в чартах и сертификаты
| Чарты (2000)                    | Место |
| ------------------------------- | ----- |
| Australian Albums Chart         | 2     |
| Austrian Albums Chart           | 1     |
| Belgian Albums Chart (Flanders) | 1     |
| Belgian Albums Chart (Wallonia) | 1     |
| Canadian Albums Chart           | 1     |
| Danish Albums Chart             | 1     |
| Dutch Albums Chart              | 1     |
| Finnish Albums Chart            | 1     |
| French Albums Chart             | 1     |
| German Albums Chart             | 1     |
| Greek Albums Chart              | 1     |
| Irish Albums Chart              | 1     |
| Italian Albums Chart            | 1     |
| Japanese Albums Chart           | 7     |
| New Zealand Albums Chart        | 2     |
| Norway Albums Chart             | 1     |
| Polish Albums Chart             | 1     |
| Spanish Albums Chart            | 2     |
| Swedish Albums Chart            | 1     |
| Swiss Albums Chart              | 1     |
| Taiwan Albums Chart             | 1     |
| UK Albums Chart                 | 1     |
| US Billboard 200                | 1     |

| Страна         | Сертификат    |
| -------------- | ------------- |
| Аргентина      | платиновый    |
| Австралия      | 3× платиновый |
| Австрия        | платиновый    |
| Бельгия        | 3× платиновый |
| Бразилия       | золотой       |
| Канада         | 3× платиновый |
| Дания          | 2× платиновый |
| Европа         | 5× платиновый |
| Финляндия      | золотой       |
| Франция        | 2× платиновый |
| Германия       | 2× платиновый |
| Венгрия        | золотой       |
| Мексика        | золотой       |
| Нидерланды     | 2× платиновый |
| Новая Зеландия | 2× платиновый |
| Польша         | Platinum      |
| Испания        | 2× платиновый |
| Швейцария      | 2× платиновый |
| Великобритания | 5× платиновый |
| США            | 3× платиновый |

### Синглы
| 2000                                                                   | «Music»                         | 1  | 1 | 1 | 5  | 1 | 8  | 2  | 1 | 1  | 1 | - BRA: золотой - GER: золотой - SWE: платиновый - SWI: золотой - UK: золотой - US: платиновый |
| 2000                                                                   | «Don’t Tell Me»                 | 4  | 1 | 7 | 12 | 1 | 15 | 22 | 1 | 10 | 4 | - AUS: платиновый - FRA: серебряный - US: золотой                                             |
| 2000                                                                   | «What It Feels Like for a Girl» | 23 | 1 | 6 | 26 | 2 | 40 | 16 | 3 | 11 | 7 | —                                                                                             |
| «—» означает, что сингл не был в чарте или не выпущен в данной стране. |                                 |    |   |   |    |   |    |    |   |    |   |                                                                                               |